# 宮崎県立宮崎大宮高等学校
宮崎県立宮崎大宮高等学校（みやざきけんりつみやざきおおみやこうとうがっこう）は、宮崎県宮崎市神宮東に所在する県立高等学校。

## 概要
歴史
1888年宮崎県内初の県立中学校（旧制）として創立した「宮崎県立宮崎中学校」と、1896年に県内初の高等女学校として創立した「宮崎県立宮崎高等女学校」の2校を前身とする。1948年の学制改革により、以上の2校と商業学校2校が統合され、普通科と商業科を有する総合制の新制高等学校となる。現在は普通科と文科情報科の2学科を有している。旧制中学校の創立した（設置が議決された）1888年を創立年としており、2013年に創立125周年を迎え、宮崎県内の高等学校では最古の歴史を有する。
設置課程・学科
全日制課程 2学科
- 普通科 - 1年時7クラス。2・3年時は理系4クラス、文系3クラスを編成（ただし希望数によって異なる）。
- 文科情報科 - 全学年、自然学級2クラス。

文系・理系の進学希望者をする生徒が在籍している。新教科「グローバル協創」という学校設定教科があり，1年次で「プロジェクト学習」で探究の基礎，「グローバルキャンプ」で英語活用能力を学んだ後，2年次に自分達と地元と世界を結びつけた「高大連携の課題研究」に取り組み，「生徒探究発表会」で日本語のポスターセッションを行い，「高校生フォーラム」で英語ポスターセッションを行っている。
校是（校訓）
「自主自律」「稚心を去れ」「質実剛健」
校章
新制高等学校の発足した1948年に校章が生徒・保護者に公募され、生徒の作品が選出された。竹の葉、雪の結晶、光を図案化したものを組み合わせ、中央に「高」の文字を置いている。
校歌
1950年に制定。作詞は長嶺宏、作曲は園山民平による。歌詞は3番まであり、各番に校名の「大宮」が登場する。
姉妹校
高雄市立高雄高級中學（台湾高雄市）- 2015年11月締結
Nguyen Tat Thanh Lower and Upper Secondary School（ベトナムハノイ）-2023年3月締結
同窓会
かつて校地のそばにあった湖の名称にちなみ「弦月会」（げんげつかい）と称している。組織として宮崎弦月会、東京弦月会、関西弦月会、福岡弦月同窓会があり、各会とも毎年一回総会が開かれる。東京弦月会においては毎年8月に帝国ホテルにて、関西弦月会においては毎年4月に大阪梅田新阪急ホテルで総会・懇親会が開催され、福岡弦月同窓会は毎年6月に博多エクセルホテル東急にて総会が開催される。

## 沿革
旧制中学校（男子校）時代
- 1888年 - 宮崎県会において、尋常中学校の設置が決議される（創立年）。
- 1889年 - 「宮崎県尋常中学校」が設立される。校地は宮崎県尋常師範学校附属小学校の跡地[6]。
  - 入学資格を高等小学校2年を修了した12歳以上の男子、修業年限を5年（現在の中1から高2に相当）とする。
- 1899年4月1日 - 中学校令の改正により「宮崎県宮崎中学校」と改称（「尋常」が除かれる）。
- 1901年4月1日 - 「宮崎県立宮崎中学校」に改称。
- 1908年4月1日 - 小学校令の改正により、入学資格を尋常小学校6年を修了した12歳以上の男子に改める。
- 1919年- 火災により校舎を焼失。現在地に校舎を新築し移転。
- 1941年4月1日 - 国民学校令の施行により、入学資格を国民学校初等科を修了した12歳以上の男子に改める。
- 1943年4月1日 - 中等学校令の施行により、この時の入学生から修業年限が4年（現在の中1から高1に相当）となる。
- 1944年4月1日 - 教育ニ関スル戦時非常措置方策により、中等学校令施行前に入学した生徒にも修業年限4年が適用される。
- 1946年4月1日 - 修業年限が5年となる（ただし4年修了時点で卒業することもできた）。
- 1947年4月1日 - 学制改革（六・三制の実施、新制中学校の発足）が行われる。
  - 旧制中学校の募集を停止。
  - 新制中学校を併設し（以下・併設中学校）、旧制中学校1・2年修了者を新制中学校2・3年生として収容。
  - 併設中学校は経過措置としてあくまで暫定的に設置されたため、新たに生徒募集は行われず、在校生が2・3年生のみの中学校であった。
  - 旧制中学校3・4年修了者はそのまま旧制中学校4・5年生として在籍した（ただし4年修了時点で卒業することもできた）。
  - 夜間部を設置（定時制課程の始まり）。
- 1948年3月31日 - 学制改革により旧制中学校が廃止される。

旧制高等女学校時代
- 1896年- 「宮崎町・大淀町組合立宮崎高等女学校」が設置される。校地は現在のNTT西日本宮崎支店（宮崎市広島1-5-3）の位置にあった。
- 1899年4月1日 - 県立移管により「宮崎県高等女学校」と改称。
- 1901年4月1日 - 「宮崎県立高等女学校」と改称。
- 1918年4月1日 - 県立高等女学校の新設[7]に伴い、「宮崎県立宮崎高等女学校」と改称。
- 1943年4月1日 - 宮崎市内に県立高等女学校が新設[8]されたため、「宮崎県立宮崎第一高等女学校」に改称。
- 1946年4月1日 - 修業年限が5年となる（ただし4年修了時点で卒業することもできた）。
- 1947年4月1日 - 学制改革（六・三制の実施、新制中学校の発足）が行われる。
  - 高等女学校の募集を停止。
  - 新制中学校を併設し（以下・併設中学校）、高等女学校1・2年修了者を新制中学校2・3年生として収容。
  - 併設中学校は経過措置としてあくまで暫定的に設置されたため、新たに生徒募集は行われず、在校生が2・3年生のみの中学校であった。
  - 高等女学校3・4年修了者はそのまま高等女学校4・5年生として在籍した（ただし4年修了時点で卒業することもできた）。
- 1948年3月31日 - 学制改革により高等女学校が廃止される。

旧制宮崎県立宮崎商業学校
- 宮崎県立宮崎商業高等学校#沿革を参照。

旧制宮崎県立宮崎女子商業学校
- 宮崎県立宮崎商業高等学校#沿革を参照。

新制高等学校
- 1948年4月1日 - 学制改革により県立の旧制中等教育学校4校が統合の上、新制高等学校「宮崎県立宮崎大宮高等学校」（現校名）が発足。
  - 県立旧制中等教育学校（以下・旧制中等学校）4校 - 宮崎中学校・宮崎第一高等女学校・宮崎商業学校・宮崎女子商業学校
  - 通常制[9]（普通課程・商業課程・家庭課程）、定時制（普通課程）、通信教育部を設置し、男女共学を実施。
  - 旧制中等学校卒業者（5年修了者）を新制高校3年生、旧制中等学校4年修了者を新制高校2年生、併設中学校卒業者（3年修了者）を新制高校1年生として収容。
  - 4校の併設中学校も統合され「宮崎県立宮崎大宮高等学校併設中学校」となり、在校生が1946年に旧制中等学校へ最後に入学した3年生のみとなる。
- 1949年3月31日 - 併設中学校を廃止。
- 1950年1月26日 - 校歌を制定。
- 1953年4月1日 - 家庭課程に被服科と家庭科の2コースを設置。
- 1957年4月1日 - 商業課程が分離し、「宮崎県立宮崎商業高等学校」として独立。
- 1962年- 補習教室を開設。
- 1963年3月 - 宮崎県立宮崎南高等学校との間で合同選抜を開始。
- 1964年- プールが完成。
- 1969年4月1日 - 定時制課程と通信制課程が「宮崎県立宮崎大宮第二高等学校」として独立。
- 1974年3月 - 合同選抜入試に新設の宮崎県立宮崎西高等学校が加わる。
- 1984年3月 - 合同選抜入試に新設の宮崎県立宮崎北高等学校が加わる。
- 1988年- 創立百周年記念館が完成。
- 1989年4月1日 - 文科情報科を設置。
- 1992年4月1日 - 家政科の募集を停止。
- 1994年3月31日 - 家政科を廃止。
- 1995年4月 - 65分授業を開始。
- 1997年3月10日 - 図書館東側自転車置き場の新設工事で戦時中の不発弾が発見される。
- 1998年- 創立110周年を記念して「自主自律」の石碑を設置。
- 2001年- 管理棟の大規模改修を実施。プールを新設。
- 2002年3月 - この時の入試が最後の合同選抜となる。
- 2003年3月 - 合同選抜制度の廃止に伴ない単独選抜を開始。新体育館が完成。
- 2005年4月 - 50分授業に戻る。
- 2006年- 社会科の必修科目の未履修が発覚。平成18年度3学年に70時間分の補習が課せられた。
- 2008年- 宮崎県内高校普通科の通学区域が撤廃される。
- 2015年
  - 4月 - スーパーグローバルハイスクール（SGH）に指定される（5年間）。
  - 11月23日 - 台湾・高雄にある高雄市立高雄高級中學と姉妹校を締結。 　　　　　　この締結には、台湾生まれ(「湾生」)で高雄高級中學に入学し，戦後日本に引き上げて宮崎大宮高等学校を卒業した河野昭氏が尽力した。
- 2020年
  - 4月 -ワールドワイドラーニングコンソーシアム構築支援事業カリキュラム開発拠点校に指定される（3年間）。
- 2023年
  - 3月10日ベトナム・ハノイにあるNguyen Tat Thanh Lower and Upper Secondary Schoolと姉妹校を締結。

## 学校行事
3学期制
1学期
- 4月 - 始業式、新任式、入学式、1年文科情報科合宿、歓迎遠足、四校定期戦
- 5月 - PTA総会、中間考査
- 6月 - 宮崎県高校総合体育大会（高総体）、生徒議会
- 7月 - 期末考査、クラスマッチ（球技大会）、終業式、夏季課外
- 8月 - 夏季課外、3年宿泊学習

2学期
- 9月 - 始業式、弦月祭（文化祭）、体育大会、宮崎県高校総合文化祭
- 10月 - 1・2年中間考査、3年学年末考査
- 11月 - 1・2年期末考査
- 12月 - 文科情報科探究発表会、1年文科情報科イングリッシュキャンプ、修学旅行、終業式、冬期課外

3学期
- 1月 - 始業式
- 2月 - 高校入試（推薦）、1・2年学年末考査
- 3月 - 卒業式、同窓会入会式、高校入試（一般）、終業式、春季課外

## 部活動
運動部
- サッカー部
- 卓球部
- ラグビー部
- 剣道部
- 山岳部
- 女子ソフトボール部
- 弓道部
- 柔道部
- 男子ソフトテニス部
- 女子ソフトテニス部
- 男子（硬式）テニス部
- 女子（硬式）テニス部
- 馬術部
- 陸上部
- 野球部 - 夏の甲子園大会に2回出場（1957年〈第39回〉・1967年〈第49回〉）。
- 男子バレーボール部
- 女子バレーボール部
- ハンドボール部
- カヌー部
- 水泳部
- バドミントン部
- 男子バスケットボール部
- 女子バスケットボール部

文化部
- 演劇部
- 茶道部
- 文芸部
- 国際・ボランティア部
- 箏曲部
- 音楽部
- 放送部
- 新聞部
- 吹奏楽部
- 美術部
- 歌留多部
- 自然科学部
- 應援團
- 書道部
- 将棋部
- 化学研究部
- 華道部
- ダンス部
- 写真部

同好会
- パソコン同好会
- 歴史研究同好会
- 英語ディベート同好会

学校公認団体
- クイズ研究会

## 著名な出身者
政官界
- 田中長茂（元宮崎県知事）
- 中馬馨（元大阪市長）
- 上原公子（元東京都国立市長）
- 小沢治三郎（海軍中将、最後の連合艦隊司令長官）
- 黒木剛一（海軍少将）
- 二見甚郷（元宮崎県知事）
- 河井案里（元広島県議会議員、元参議院議員※当選無効）
- 川越茂（外交官、駐中華民国大使）
- 福島瑞穂（社民党参議院議員、弁護士）
- 香取良勝 (岡山県浅口市議会議員) 定時制

経済界
- 岩切章太郎（元宮崎交通社長）
- 鈴木馬左也（第三代住友総理事）
- 渡辺綱纜（元宮交シティ社長）
- 高野瀬忠明（元雪印メグミルク社長）
- 田﨑雅元（川崎重工業株式会社 元社長、現相談役）
- 重久吉弘（日揮株式会社 元日揮会長兼CEO、現グループ代表）
- 寺坂史明（サッポロビール株式会社 代表取締役社長）
- 塩見修（宮交ホールディングス社長）
- 青木賢児（日本放送協会元理事）
- 津末博澄 (三井生命保険会長)

学術
- 寺前紀夫（東北大学大学院理化学研究科教授）
- 大石眞（京都大学大学院法学研究科教授）
- 早下隆士（上智大学学長、日本分析化学会会長）
- 佐伯浩（北海道大学総長）
- 頼平（京都大学名誉教授）
- 山内康司（東洋大学理工学部生体医工学科教授）
- 川崎繁男（京都大学生存圏研究所産学官連携教授）
- 宮崎隆文（愛媛大学大学院理工学研究科 准教授）
- 松野良一（中央大学国際情報学部 教授）
- 岩村秀（東京大学名誉教授）

医学
- 柴田紘一郎（医師、「風に立つライオン」のモデルとなった人物）

文化
- 伊藤一彦（歌人）
- 瑛九（画家）
- 河野傳（建築家）
- 宗左近（詩人）
- 中村地平（小説家、銀行家）
- やまさき十三（『釣りバカ日誌』原作者）
- 山崎哲（劇作家）
- 吉川宏志（歌人）

マスコミ
- 岩下克樹（テレビ宮崎アナウンサー）
- 小野彩香(セントフォース所属、めざましテレビお天気キャスター 2014.3.31〜2016.4.1)
- 片山三喜子 （元関西テレビアナウンサー、宣伝部マネージャー）
- 河野景子（元フジテレビアナウンサー）
- 下登彩（元三重テレビ放送、元宮崎放送アナウンサー）
- 杉尾宗紀（NHKアナウンサー）
- 染矢すみれ（NBC長崎放送アナウンサー）
- 百野文（元NHK宮崎放送局契約キャスター）
- 横山美和（元テレビ宮崎アナウンサー）
- 清水玲 （宮崎放送アナウンサー）

芸能
- Mr.バニー(ディレクター、ローカルタレント、元カメラマン)
- 神戸蘭子（モデル、タレント）
- 谷道夫（歌手、デューク・エイセス）
- 永野宗典（俳優）
- 松崎悠希（俳優）
- 緑魔子（俳優）
- 三宅梢子（アイドル、タレント）
- 山田キヌヲ（女優、タレント）
- 杢元良輔（俳優・チアリーディング選手）

音楽　　
- いちたになな（シンガーソングライター、スタジアムDJ）
- 大森隆志（ギタリスト、元サザンオールスターズ）
- 克美茂（歌手）
- 鐘撞行孝 (作曲家、編曲家)
- 黒木あすか (ソプラノ歌手、作曲家、ラジオパーソナリティー)
- 鈴里真帆（シンガーソングライター）
- なすじん(音楽家、マルチプレイヤー)
- 藤木大地（カウンターテノール歌手）
- 松田弘（サザンオールスターズ）
- 山内達哉 (ヴァイオリニスト、作曲家、音楽プロデューサー)

スポーツ
- 熊谷一弥（テニス選手）
- 武上四郎（元プロ野球選手、ヤクルトスワローズ監督）
- 友川賢次（元プロ野球選手）
- 長田裕之（元プロ野球選手）
- 平林泰三（ラグビー審判員）
- 村社講平（陸上競技選手）

その他
- 田尻宗昭（「公害Gメン」との異名をとった海上保安庁職員）
- 日高敏彦（日本赤軍メンバー）

## 交通
最寄りの鉄道駅
- JR九州 日豊本線 「宮崎神宮駅」

最寄りのバス停
- 宮崎交通 宮崎神宮行き 「大宮高校前」バス停

最寄りの幹線道路
- 国道10号
- 宮崎県道44号宮崎高鍋線
- 宮崎県道332号宮崎神宮線

## 周辺
- 宮崎神宮
- 宮崎県総合博物館
- 宮崎県立図書館
- 宮崎県立美術館
- メディキット県民文化センター
- 宮崎県立宮崎東高等学校
- 宮崎市立宮崎東中学校
- NHK宮崎放送局